# Mocsári kígyófű
A mocsári kígyófű (Triglochin palustris) a kígyófűfélék (Juncaginaceae) családjába tartozó, Eurázsiában és Észak-Amerikában honos, mocsarakban, lápokon, nedves legelőkön élő mérgező növény.

## Megjelenése
A mocsári kígyófű 15-30 (50) cm magas lágyszárú, évelő növény. Gyöktörzse rövid, vízszintesen kúszó, belőle 10 cm hosszú és 1 mm vastag tarackok eredhetnek. Szára egyenesen felálló, nem elágazó, tövénél kb 1 mm vastag. Tőlevelei szálasak, 10–25 cm hosszúak és 1–3 mm szélesek, csúcsuk kihegyezett. Hártyás nyelvecskéje rövid, kicsípett csúcsú. 
Virágzata hosszú (kb. a szár felét kitevő), kevésvirágú, laza fürt, amelyet 30-nál kevesebb virág alkot. A virágok aprók (2-3 mm-esek), nem feltűnők, lilászöldek. A csésze- és sziromlevelek, valamint a bibék száma 3, a porzóké 6. A bibék vége fehér, pamacsszerű.  
Termése 6–10 mm hosszú és 1–1,5 mm széles, szálas-hosszúkás, ékvállú, 3 rekeszű (a részterméskék alulról szétválnak).
Kromoszómaszáma 2n = 24.

## Elterjedése és termőhelye
Eurázsiában és Észak-Amerikában honos. Magyarországon az Északi-középhegységben, a Zempléni-hegységben, a Mátrában, a Gödöllői-dombvidéken, a Dunántúli-középhegységben, a Pilisben, a Vértesben, a Bakonyban, a Bakonyalján, a Nyugat-Dunántúlon és az Alföldön egyaránt vannak állományai.
Lápréteken, forráslápokon, szikes mocsarakban, nedves legelőkön található meg. 
A növény 0,2-0,6%-nyi ciánglikozidot tartalmaz. Ha a legelő állatok elfogyasztják, hidrogén-cianid szabadul fel belőle. A mérgezés tünetei: erős szívverés, szapora légzés, bágyadtság, felfúvódás, görcsök.  

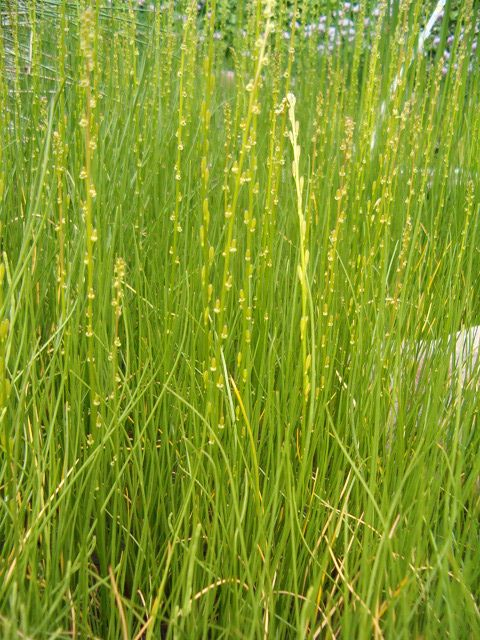
Habitusa
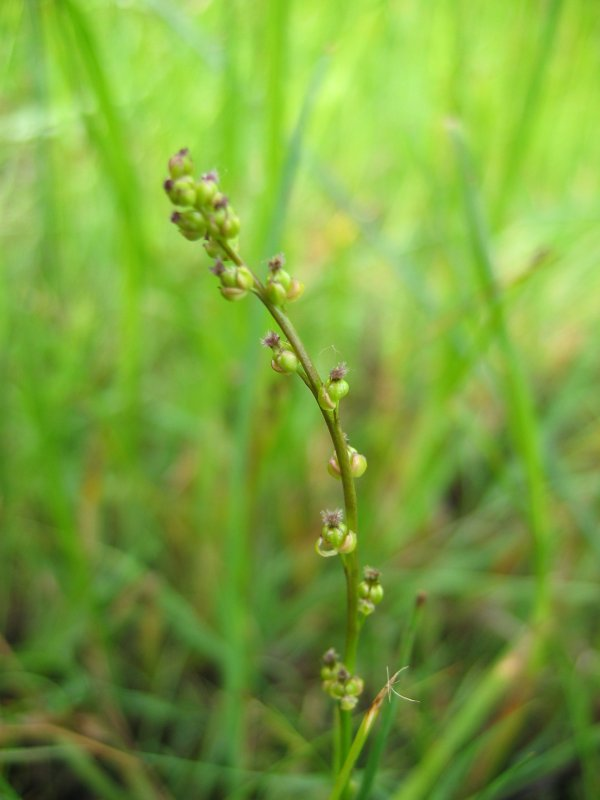
Virágzata
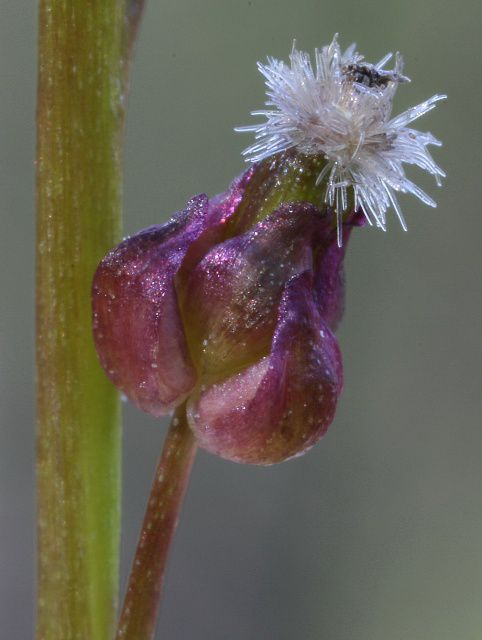
Virága
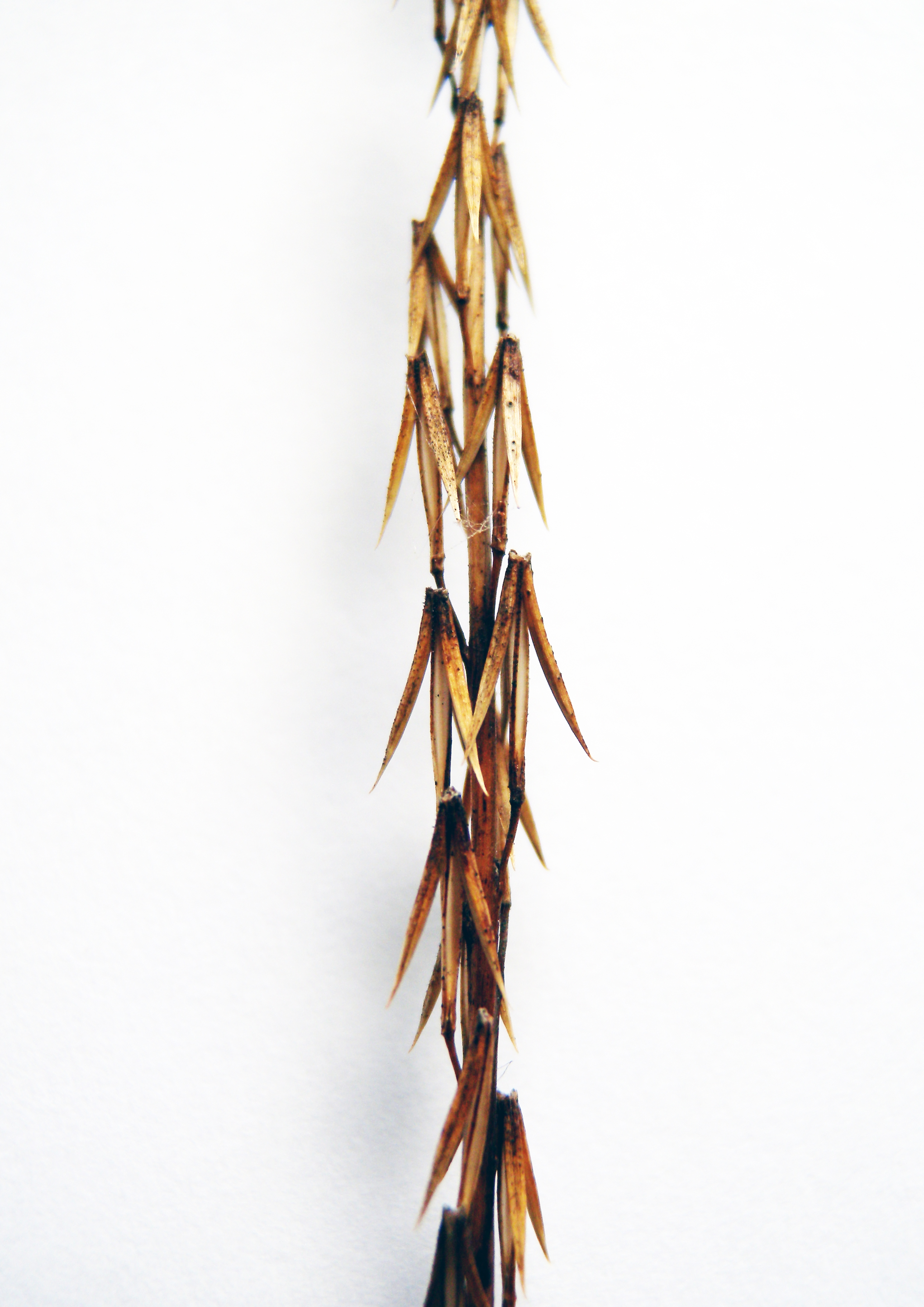
Termései
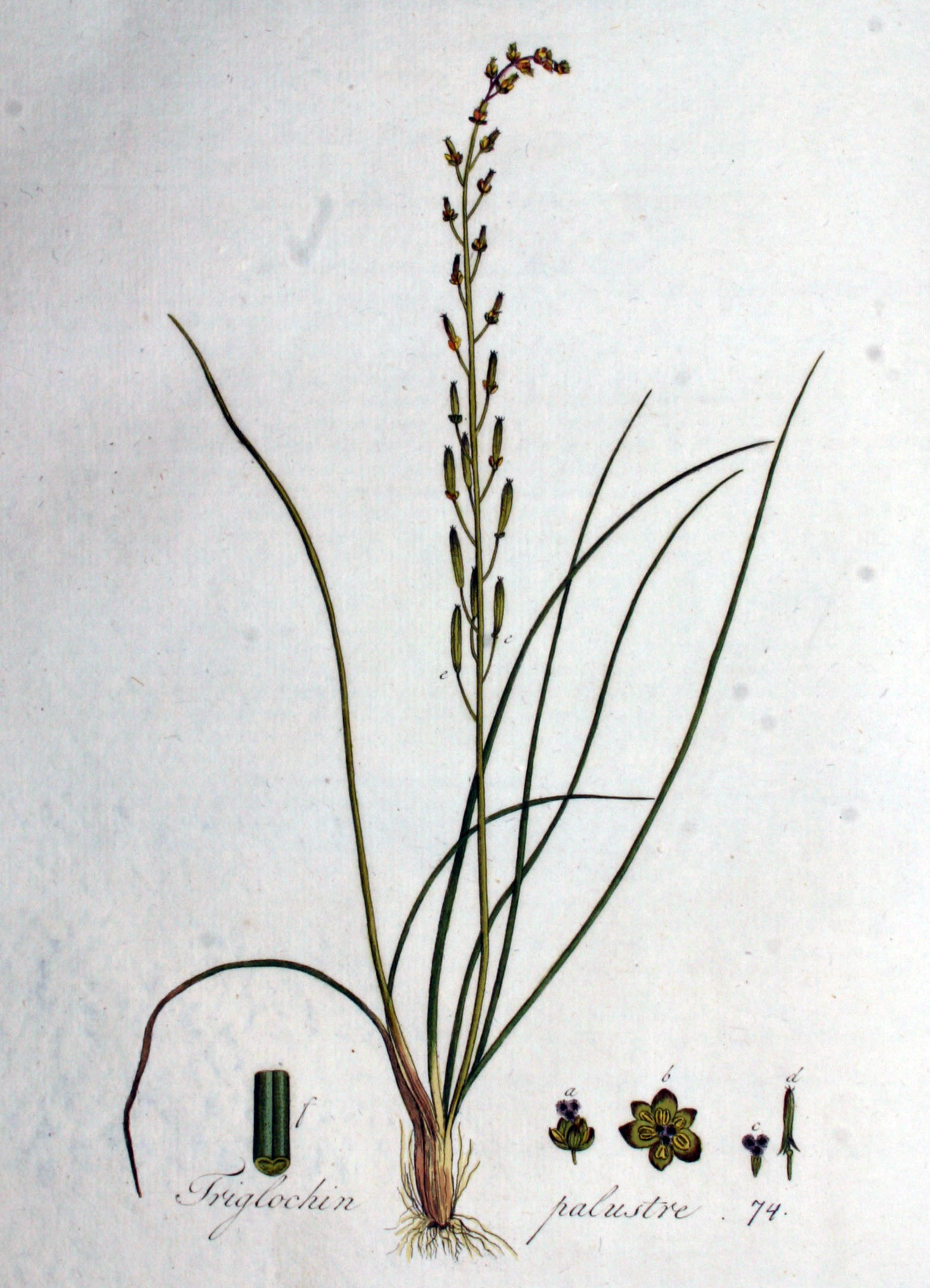
Ábrázolása egy holland botanikakönyvben (1800)